# Atarba (Atarba) perincisa
Atarba (Atarba) perincisa is een tweevleugelige uit de familie steltmuggen (Limoniidae). De soort komt voor in het Neotropisch gebied.